# Svetovno prvenstvo v nogometu 1950
Svetovno prvenstvo v nogometu 1950 je med 24. junijem in 16. julijem 1950 gostila Brazilija, edina država, ki je kandidirala za organizacijo prvenstva. Vse evropske države so bile še vedno v povojnem razsulu in tudi ekonomsko nesposobne organizirati takšno prireditev. Brazilci so za prvenstvo pripravili 7 prizorišč v šestih mestih. Posebnost je bil štadion Maracana v Rio de Janeiru, ki je lahko sprejel do 200 000 gledalcev. Na zadnji tekmi prvenstva (ki je imela pomen finala) med Brazilijo in Urugvajem, naj bi po uradnih podatkih FIFE na štadionu bilo 174 000 gledalcev, kar je še danes rekord uradnih nogometnih tekem.

### Prvenstvo
Prvenstva se je udeležilo 13 reprezentanc, odigranih pa je bilo 22 tekem. Nekatera moštva, ki so se že uvrstila na prvenstvo, so sodelovanje odpovedala zaradi stroškov potovanja. Tako so do pravice nastopa prišla moštva, ki so v kvalifikacijah že izpadla. Indija na prvenstvu ni nastopila, ker FIFA njenim igralcem ni dovolila igrati bosim. Posebnost prvenstva je bil sistem tekmovanja, ki ni predvideval finala. Zmagovalci štirih predtekmovalnih skupin so se uvrstili v medsebojni boj za končno zmago. Po naključju sta zadnjo tekmo odigrali najboljši reprezentanci, ki do takrat še nista izgubili tekme. Domačinom je za osvojitev naslova prvaka zadostoval remi, medtem ko bi morali Urugvajci obvezno zmagati. Pri rezultatu 1:1 je v 79. minuti urugvajski igralec Alcides Ghiggia zadel gol in povzročil t. i. molk na Maracani. Brazilci, ki so si fanatično želeli naslova prvaka, so ga izgubili 11 minut pred koncem srečanja.
Na 22 tekmah je bilo doseženih 88 golov, kar pomeni povprečno točno 4 gole na tekmo. Povprečje gledalcev pa je bilo približno 61 000 na tekmo, kar je dosežek, ki ga je preseglo šele prvenstvo leta 1994 v ZDA

### Prizorišča
| Rio de Janeiro                                                      | São Paulo                                               | Belo Horizonte                                          |
| ------------------------------------------------------------------- | ------------------------------------------------------- | ------------------------------------------------------- |
| Estádio do Maracanã                                                 | Estádio do Pacaembu                                     | Estádio Sete de Setembro                                |
| 26°14′5.27″S 27°58′56.47″E / 26.2347972°S 27.9823528°E              | 33°54′12.46″S 18°24′40.15″E / 33.9034611°S 18.4111528°E | 29°49′46″S 31°01′49″E / 29.82944°S 31.03028°E           |
| Kapaciteta: 200.000                                                 | Kapaciteta: 60.000                                      | Kapaciteta: 30.000                                      |
|                                                                     |                                                         |                                                         |
| Rio de JaneiroSão PauloBelo Horizonte Curitiba · Porto AlegreRecife |                                                         |                                                         |
| Curitiba                                                            | Porto Alegre                                            | Recife                                                  |
| 23°55′29″S 29°28′08″E / 23.924689°S 29.468765°E                     | 25°27′42″S 30°55′47″E / 25.46172°S 30.929689°E          | 29°07′02.25″S 26°12′31.85″E / 29.1172917°S 26.2088472°E |
| Estádio Durival de Britto                                           | Estádio dos Eucaliptos                                  | Estádio Ilha do Retiro                                  |
| Kapaciteta: 10.000                                                  | Kapaciteta: 20.000                                      | Kapaciteta: 10.000                                      |
|                                                                     |                                                         |                                                         |

## Rezultati

### Predtekmovanje
Prvi del prvenstva se je odigralo 16 tekem v štirih tekmovalnih skupinah po sistemu vsak z vsakim. V drugi del se je uvrstil le zmagovalec, ostali so z nastopi zaključili.

#### 1. skupina
| Reprezentanca | OT | Z | N | P | DG | PG | GR | TOČ |
| ------------- | -- | - | - | - | -- | -- | -- | --- |
| Brazilija     | 3  | 2 | 1 | 0 | 8  | 2  | +6 | 5   |
| Jugoslavija   | 3  | 2 | 0 | 1 | 7  | 3  | +4 | 4   |
| Švica         | 3  | 1 | 1 | 1 | 4  | 6  | -2 | 3   |
| Mehika        | 3  | 0 | 0 | 3 | 2  | 10 | -8 | 0   |

| 24. junij 1950 15:00 | Brazilija                             | 4 – 0      | Mehika | Stadion: Estádio do Maracanã, Rio de Janeiro Gledalcev: 82.000 Sodnik: George Reader |
| 24. junij 1950 15:00 | Ademir 30', 79' Jair 65' Baltazar 71' | (Poročilo) |        | Stadion: Estádio do Maracanã, Rio de Janeiro Gledalcev: 82.000 Sodnik: George Reader |

| 25. junij 1950 18:00 | Jugoslavija                     | 3 – 0      | Švica | Stadion: Estádio Independência, Belo Horizonte Gledalcev: 7.500 Sodnik: Giovanni Galeati |
| 25. junij 1950 18:00 | Tomašević 60', 70' Ognjanov 75' | (Poročilo) |       | Stadion: Estádio Independência, Belo Horizonte Gledalcev: 7.500 Sodnik: Giovanni Galeati |

| 28. junij 1950 15:00 | Brazilija               | 2 – 2      | Švica           | Stadion: Estádio do Pacaembu, São Paulo Gledalcev: 42.000 Sodnik: Ramón Azon Roma |
| 28. junij 1950 15:00 | Alfredo 3' Baltazar 32' | (Poročilo) | Fatton 17', 88' | Stadion: Estádio do Pacaembu, São Paulo Gledalcev: 42.000 Sodnik: Ramón Azon Roma |

| 28. junij 1950 18:15 | Jugoslavija                                   | 4 – 1      | Mehika           | Stadion: Estádio dos Eucaliptos, Porto Alegre Gledalcev: 11.000 Sodnik: Reginald Leafe |
| 28. junij 1950 18:15 | Bobek 19' Ž. Čajkovski 22', 62' Tomašević 81' | (Poročilo) | Ortiz 89' (pen.) | Stadion: Estádio dos Eucaliptos, Porto Alegre Gledalcev: 11.000 Sodnik: Reginald Leafe |

| 1. julij 1950 15:00 | Brazilija             | 2 – 0      | Jugoslavija | Stadion: Estádio do Maracanã, Rio de Janeiro Gledalcev: 142.000 Sodnik: Benjamin Griffiths (Wales) |
| 1. julij 1950 15:00 | Ademir 4' Zizinho 69' | (Poročilo) |             | Stadion: Estádio do Maracanã, Rio de Janeiro Gledalcev: 142.000 Sodnik: Benjamin Griffiths (Wales) |

| 2. julij 1950 15:40 | Švica                | 2 – 1      | Mehika      | Stadion: Estádio dos Eucaliptos, Porto Alegre Gledalcev: 4.000 Sodnik: Ivan Eklind |
| 2. julij 1950 15:40 | Bader 10' Tamini 37' | (Poročilo) | Casarín 89' | Stadion: Estádio dos Eucaliptos, Porto Alegre Gledalcev: 4.000 Sodnik: Ivan Eklind |

#### 2. skupina
| Reprezentanca | OT | Z | N | P | DG | PG | GR | TOČ |
| ------------- | -- | - | - | - | -- | -- | -- | --- |
| Španija       | 3  | 3 | 0 | 0 | 6  | 1  | +5 | 6   |
| Anglija       | 3  | 1 | 0 | 2 | 2  | 2  | 0  | 2   |
| Čile          | 3  | 1 | 0 | 2 | 5  | 6  | -1 | 2   |
| ZDA           | 3  | 1 | 0 | 2 | 4  | 8  | -4 | 2   |

| 25. junij 1950 15:00 | Anglija                   | 2 – 0      | Čile | Stadion: Estádio do Maracanã, Rio de Janeiro Gledalcev: 30.000 Sodnik: Karel van der Meer |
| 25. junij 1950 15:00 | Mortensen 27' Mannion 51' | (Poročilo) |      | Stadion: Estádio do Maracanã, Rio de Janeiro Gledalcev: 30.000 Sodnik: Karel van der Meer |

| 25. junij 1950 15:00 | Španija                   | 3 – 1      | ZDA            | Stadion: Estádio Durival de Britto, Curitiba Gledalcev: 10.000 Sodnik: Mario Vianna |
| 25. junij 1950 15:00 | Basora 75', 78' Zarra 85' | (Poročilo) | John Souza 17' | Stadion: Estádio Durival de Britto, Curitiba Gledalcev: 10.000 Sodnik: Mario Vianna |

| 29. junij 1950 15:00 | Španija              | 2 – 0      | Čile | Stadion: Estádio do Maracanã, Rio de Janeiro Gledalcev: 16.000 Sodnik: Alberto Malcher |
| 29. junij 1950 15:00 | Basora 17' Zarra 30' | (Poročilo) |      | Stadion: Estádio do Maracanã, Rio de Janeiro Gledalcev: 16.000 Sodnik: Alberto Malcher |

| 29. junij 1950 18:00 | ZDA          | 1 – 0      | Anglija | Stadion: Estádio Independência, Belo Horizonte Gledalcev: 10.000 Sodnik: Generoso Datillo |
| 29. junij 1950 18:00 | Gaetjens 38' | (Poročilo) |         | Stadion: Estádio Independência, Belo Horizonte Gledalcev: 10.000 Sodnik: Generoso Datillo |

| 2. julij 1950 15:00 | Španija   | 1 – 0      | Anglija | Stadion: Estádio do Maracanã, Rio de Janeiro Gledalcev: 74.000 Sodnik: Giovanni Galeati |
| 2. julij 1950 15:00 | Zarra 48' | (Poročilo) |         | Stadion: Estádio do Maracanã, Rio de Janeiro Gledalcev: 74.000 Sodnik: Giovanni Galeati |

| 2. julij 1950 18:00 | Čile                                                | 5 – 2      | ZDA                         | Stadion: Estádio Ilha do Retiro, Recife Gledalcev: 9.000 Sodnik: Mario Gardelli |
| 2. julij 1950 18:00 | Robledo 16' Riera 32' Cremaschi 54', 82' Prieto 60' | (Poročilo) | Wallace 47' Maca 48' (pen.) | Stadion: Estádio Ilha do Retiro, Recife Gledalcev: 9.000 Sodnik: Mario Gardelli |

#### 3. skupina
V tretji skupini je manjkala Indija, ki so ji nastop prepovedali.
| Reprezentanca | OT | Z | N | P | DG | PG | GR | TOČ |
| ------------- | -- | - | - | - | -- | -- | -- | --- |
| Švedska       | 2  | 1 | 1 | 0 | 5  | 4  | +1 | 3   |
| Italija       | 2  | 1 | 0 | 1 | 4  | 3  | +1 | 2   |
| Paragvaj      | 2  | 0 | 1 | 1 | 2  | 4  | -2 | 1   |

| 25. junij 1950 15:00 | Švedska                        | 3 – 2      | Italija                       | Stadion: Estádio do Pacaembu, São Paulo Gledalcev: 36.000 Sodnik: Jean Lutz |
| 25. junij 1950 15:00 | Jeppson 25', 68' Andersson 33' | (Poročilo) | Carapellese 7' Muccinelli 75' | Stadion: Estádio do Pacaembu, São Paulo Gledalcev: 36.000 Sodnik: Jean Lutz |

| 29. junij 1950 15:30 | Švedska                  | 2 – 2      | Paragvaj                   | Stadion: Estádio Durival Britto, Curitiba Gledalcev: 8.000 Sodnik: Robert Mitchell |
| 29. junij 1950 15:30 | Sundqvist 24' Palmér 26' | (Poročilo) | López 32' López Fretes 89' | Stadion: Estádio Durival Britto, Curitiba Gledalcev: 8.000 Sodnik: Robert Mitchell |

| 2. julij 1950 15:00 | Italija                        | 2 – 0      | Paragvaj | Stadion: Estádio do Pacaembu, São Paulo Gledalcev: 26.000 Sodnik: Arthur Ellis |
| 2. julij 1950 15:00 | Carapellese 12' Pandolfini 62' | (Poročilo) |          | Stadion: Estádio do Pacaembu, São Paulo Gledalcev: 26.000 Sodnik: Arthur Ellis |

#### 4. skupina
V tej skupini sta edina predstavnika odigrala le eno, medsebojno srečanje, saj sta se preostali reprezentanci odpovedali nastopu.
| Reprezentanca | OT | Z | N | P | DG | PG | GR | TOČ |
| ------------- | -- | - | - | - | -- | -- | -- | --- |
| Urugvaj       | 1  | 1 | 0 | 0 | 8  | 0  | +8 | 2   |
| Bolivija      | 1  | 0 | 0 | 1 | 0  | 8  | -8 | 0   |

| 2. julij 1950 18:00 | Urugvaj                                                                  | 8 – 0      | Bolivija | Stadion: Estádio Independência, Belo Horizonte Gledalcev: 6.000 Sodnik: George Reader |
| 2. julij 1950 18:00 | Míguez 14', 45', 56' Schiaffino 23', 59' Vidal 18' Pérez 73' Ghiggia 83' | (Poročilo) |          | Stadion: Estádio Independência, Belo Horizonte Gledalcev: 6.000 Sodnik: George Reader |

### Zaključni del
V zadnjem delu prvenstva so se med seboj pomerili zmagovalci skupin iz prvega dela, zopet po načelu vsak z vsakim. Zmagovalca je odločilo zadnje srečanje med Urugvajem in Brazilijo, ki ga je z rezultatom 2 - 1 dobil Urugvaj in tako že drugič osvojil naslov prvaka.
| Reprezentanca | OT | Z | N | P | DG | PG | TOČ |
| ------------- | -- | - | - | - | -- | -- | --- |
| Urugvaj       | 3  | 2 | 1 | 0 | 7  | 5  | 5   |
| Brazilija     | 3  | 2 | 0 | 1 | 14 | 4  | 4   |
| Švedska       | 3  | 1 | 0 | 2 | 6  | 11 | 2   |
| Španija       | 3  | 0 | 1 | 2 | 4  | 11 | 1   |

| 9. julij 1950 15:00 | Urugvaj                | 2 – 2      | Španija         | Stadion: Estádio do Pacaembu, São Paulo Gledalcev: 45.000 Sodnik: Benjamin Griffiths |
| 9. julij 1950 15:00 | Ghiggia 29' Varela 73' | (Poročilo) | Basora 32', 39' | Stadion: Estádio do Pacaembu, São Paulo Gledalcev: 45.000 Sodnik: Benjamin Griffiths |

| 9. julij 1950 15:00 | Brazilija                                           | 7 – 1      | Švedska              | Stadion: Estádio do Maracanã, Rio de Janeiro Gledalcev: 139.000 Sodnik: Arthur Ellis |
| 9. julij 1950 15:00 | Ademir 17', 36', 52', 58' Chico 39', 88' Maneca 85' | (Poročilo) | Andersson 67' (pen.) | Stadion: Estádio do Maracanã, Rio de Janeiro Gledalcev: 139.000 Sodnik: Arthur Ellis |

| 13. julij 1950 15:00 | Brazilija                                           | 6 – 1      | Španija  | Stadion: Estádio do Maracanã, Rio de Janeiro Gledalcev: 153.000 Sodnik: Reginald Leafe |
| 13. julij 1950 15:00 | Ademir 15', 57' Jair 21' Chico 31', 55' Zizinho 67' | (Poročilo) | Igoa 71' | Stadion: Estádio do Maracanã, Rio de Janeiro Gledalcev: 153.000 Sodnik: Reginald Leafe |

| 13. julij 1950 15:00 | Urugvaj                     | 3 – 2      | Švedska                 | Stadion: Estádio do Pacaembu, São Paulo Gledalcev: 8.000 Sodnik: Giovanni Galeati |
| 13. julij 1950 15:00 | Ghiggia 39' Míguez 77', 85' | (Poročilo) | Palmér 5' Sundqvist 40' | Stadion: Estádio do Pacaembu, São Paulo Gledalcev: 8.000 Sodnik: Giovanni Galeati |

| 16. julij 1950 15:00 | Švedska                               | 3 – 1      | Španija   | Stadion: Estádio do Pacaembu, São Paulo Gledalcev: 11.000 Sodnik: Karel van der Meer |
| 16. julij 1950 15:00 | Sundqvist 15' Mellberg 33' Palmér 80' | (Poročilo) | Zarra 82' | Stadion: Estádio do Pacaembu, São Paulo Gledalcev: 11.000 Sodnik: Karel van der Meer |

| 16. julij 1950 15:00 | Urugvaj                    | 2 – 1      | Brazilija  | Stadion: Estádio do Maracanã, Rio de Janeiro Gledalcev: 174.000 Sodnik: George Reader |
| 16. julij 1950 15:00 | Schiaffino 66' Ghiggia 79' | (Poročilo) | Friaça 47' | Stadion: Estádio do Maracanã, Rio de Janeiro Gledalcev: 174.000 Sodnik: George Reader |

### Strelci
| 8 golov - Ademir 5 golov - Estanislao Basora - Oscar Míguez 4 gole - Chico - Zarra - Alcides Ghiggia 3 gole - Karl-Erik Palmér - Stig Sundqvist - Juan Alberto Schiaffino 2 gola - Baltazar - Jair - Zizinho - Atilio Cremaschi - Riccardo Carapellese - Sune Andersson - Hasse Jeppson - Jacques Fatton - Željko Čajkovski - Kosta Tomašević | 1 gol - Alfredo - Friaça - Maneca - Andrés Prieto - George Robledo - Fernando Riera - Wilf Mannion - Stan Mortensen - Ermes Muccinelli - Egisto Pandolfini - Horacio Casarín - Héctor Ortíz - Atilio López - César López - Silvestre Igoa - Bror Mellberg - René Bader - Jean Tamini - Joe Gaetjens - Joe Maca - Gino Pariani - Frank Wallace - Julio Pérez - Obdulio Varela - Ernesto Vidal - Stjepan Bobek - Tihomir Ognjanov |